# Prise de Sainte-Lucie
Pour la bataille de Sainte-Lucie, voir bataille de Sainte-Lucie.
Guerre d'indépendance des États-Unis
Batailles
La prise de Sainte-Lucie est une bataille entre les forces britanniques et françaises durant la guerre d'indépendance des États-Unis. Elle a pour motif la possession de l'île de Sainte-Lucie.